# Arturo de Ascanio
Arturo de Ascanio (San Cristóbal de La Laguna, Tenerife, 1929-Madrid, 6 de abril de 1997) fue un mago español, que se considera que revolucionó la concepción psicológica de la magia y como el padre de la cartomagia española.

## Biografía
Estudió con profundidad qué tipo de resortes mentales pueden elevar o mermar la potencia del efecto mágico en la mente del espectador. Muchas de sus conferencias pueden leerse en los volúmenes La Magia de Ascanio, compiladas y ordenadas por Jesús Etcheverri, que legó a la comunidad mágica antes de morir. También desarrolló efectos prácticos y sutiles técnicas que demuestran la solidez de sus teorías.
Ascanio no era mago profesional, era abogado de profesión y la magia era su afición. Ello no fue obstáculo para que su profundo conocimiento de la cartomagia, sus desarrollos teóricos y técnicos sobre la especialidad, y su propia habilidad para realizar los efectos, le permitieran ser reconocido internacionalmente y llegar a ganar el primer premio de cartomagia en el XI Campeonato Mundial de Magia de la Federación Internacional de Sociedades Mágicas, celebrado en Ámsterdam en 1970.
En el Congreso Mágico Nacional de 1959 celebrado en Sevilla, consiguió el Gran Premio, siendo la primera vez que se concedía dicho galardón a un mago en la especialidad de magia de cerca (cartomagia).
Fue admirado por magos como Juan Tamariz, Miguel Puga (MagoMigue), entre otros, quienes lo consideran su maestro.
También tuvo el reconocimiento de sus coetáneos más notables, como René Lavand, con quien mantuvo correspondencia alrededor de treinta años antes de llegar a conocerse personalmente.

## El Premio Arturo de Ascanio
El Premio Ascanio fue creado en 1979 por Francisco García Cabrerizo, para premiar al mago que más destacara en Magia de Cerca. Durante muchos años el premio fue concedido por el propio Arturo de Ascanio, quien formaba parte del jurado. Al premio solo podían acceder los socios del Círculo Mágico de Madrid, pero desde 2003 se abrió a todos los magos del mundo.
El premio incluye, además de una recompensa económica, el honor de formar parte de la lista de distinguidos galardonados que han recibido este reconocimiento, también conocido como "Mago del Año".

### Magos galardonados con el Premio Ascanio
- 1979 Arturo de Ascanio
- 1980 Juan Tamariz
- 1981 Camilo Vázquez
- 1982 Antonio Ferragut
- 1983 Agustín Leal
- 1984 Antonio Romero
- 1985 Joaquín Navajas
- 1986 Miguel Gómez
- 1987 DarMan
- 1988 Rafael Benatar
- 1989 Dámaso
- 1990 Pepe Carrol
- 1991 Ramón Riobóo y Gabriel Moreno
- 1993 Antonio Romero
- 1994 Mago Migue y Jorge Blass
- 1995 Mad Martin
- 1996 Aníbal Kendal
- 1997 Miguel Gómez
- 1998 Rafa Piccola
- 1999 Miguel Ángel Gea
- 2001 José Que Soy Yo
- 2002 Miguel Ajo
- 2003 Manolo Talman
- 2004 Helder Guimaraes
- 2005 Woody Aragón
- 2006 Alejandro Furdnajiev
- 2007 Ricardo Rodríguez
- 2009 Javi Santos
- 2010 Carlos Vinuesa
- 2011 Javi Benítez
- 2012 Hector Mancha
- 2013 Pedro Bryce
- 2014 Hugo González
- 2015 Mago Numis
- 2016 Luis Olmedo
- 2017 Pere Rafart
- 2018 Adrián Vega
- 2019 Xulio Merino
- 2020 Francisco Castellanos Márquez
- 2022 Gabi Pareras (póstumo)
- 2023 Giancarlo Scalia
- 2025 Chema Ruiz

## El Memorial Arturo de Ascanio
Tras la muerte de Ascanio, el Círculo Mágico de Madrid - SEI bajo la presidencia de Armando Gómez y Miguel Gómez, decide rendir un homenaje al maestro al cumplirse un año de su desaparición. Durante todo el año se celebran dos conferencias mensuales a cargo de grandes figuras de la magia: Antonio Ferragut, Bernard Bilis, Juan Tamariz, Roberto Giobbi, Tommy Wonder, Rafael Benatar, Camilo, Miguel Gómez, Antonio Romero, José Luis Soler, Armando Gómez y otros muestran sus ideas en sus conferencias.
Tras el homenaje, se decide que el impulso debe mantenerse, por lo que en Asamblea General los socios del Círculo deciden crear el Memorial Ascanio, uniéndole el concurso que lleva su nombre y que fue fundado por Francisco García Cabrerizo en el año 1979.
Este primer memorial se realizó en el año 2001, con el objetivo de ensalzar y recordar a Ascanio. Anualmente se realizan conferencias, galas y donde se otorga un premio al que optan varios de los mejores magos del mundo.